# Surrender (Joshua)
Surrender è il primo album dei Joshua, pubblicato nel 1985 per l'etichetta discografica Polydor Records.

## Tracce
1. Surrender Love	04:29
2. Heart Full Of Soul 04:32
3. Your Love Is Gone 04:17
4. Stay Alive (Go On Believing) 04:43
5. Rockin' The World 04:45
6. Back To Back 03:37
7. Hold 04:09
8. Show Me The Way 04:25
9. Loveshock 05:07
10. Rockin' The World (Reprise) 00:47

## Formazione
- Joshua Perahia - chitarra, basso, cori
- Jeff Fenholt - voce
- Robert Basauri - voce
- Ken Tamplin - chitarra, voce
- Craig Ostbo - batteria
- Joe Galletta - batteria
- Joe Tafoya - batteria
- Loren Robinson - basso
- Patrick Bradley - tastiere
- Eric Norlander - tastiere
- Eric Tottobene - cori
- Ken Price - cori
- Bryan Fleming - cori